# Fokale faziale dermale Dysplasie
Die Fokale faziale dermale Dysplasie (FFDD) ist eine Gruppe sehr seltener angeborener Erkrankungen mit narbenartigen Hautdefekten an den Schläfen oder vor den Ohren zusammen mit weiteren Auffälligkeiten. Diese Dysplasie wird der Ektodermalen Dysplasie zugeordnet.

## Einteilung
Folgende Einteilung ist gebräuchlich:
- FFDD1, Synonyme: Aplasia cutis congenita, bitemporale; Brauer-Syndrom; Fokale faziale dermale Dysplasie 1 vom Typ Brauer
- FFDD2, Synonyme: Fokale faziale dermale Dysplasie Typ II; Brauer-Setleis-Syndrom; Fokale faziale dermale Dysplasie 2, Typ Brauer-Setleis
- FFDD3, Synonyme: Fokale faziale dermale Dysplasie 3 Typ Setleis; Setleis-Syndrom, Läsionen vor den Ohren, Mutationen im TWIST2-Gen
- FFDD4, Synonyme: Fokale faziale dermale Dysplasie 4; Fokale faziale präaurikuläre Dysplasie, Mutationen im CYP26C1-Gen im Chromosom 10 am Genort q23.33[3][4]

Mutationen im Twist2-Gen liegen auch dem Ablepharon-Makrostomie-Syndrom und dem Barber-Say-Syndrom zugrunde.

## Klinische Erscheinungen
Klinische Kriterien sind:
- angeborene narbenartige Hautdefekte an den Schläfen oder vor den Ohren
- weitere Gesichtsauffälligkeiten (bei Typ 2+3) mit fehlenden oder gedoppelten (Distichiasis) Wimpern, an den Seiten dünne, nach oben weisende Augenbrauen, abgeflachte Nasenbrücke und breite Oberlippe

## Differentialdiagnose
Abzugrenzen sind die Aplasia cutis congenita und das Goltz-Gorlin-Syndrom (Fokale dermale Dysplasie).